# Franz Norbert Mennemeier

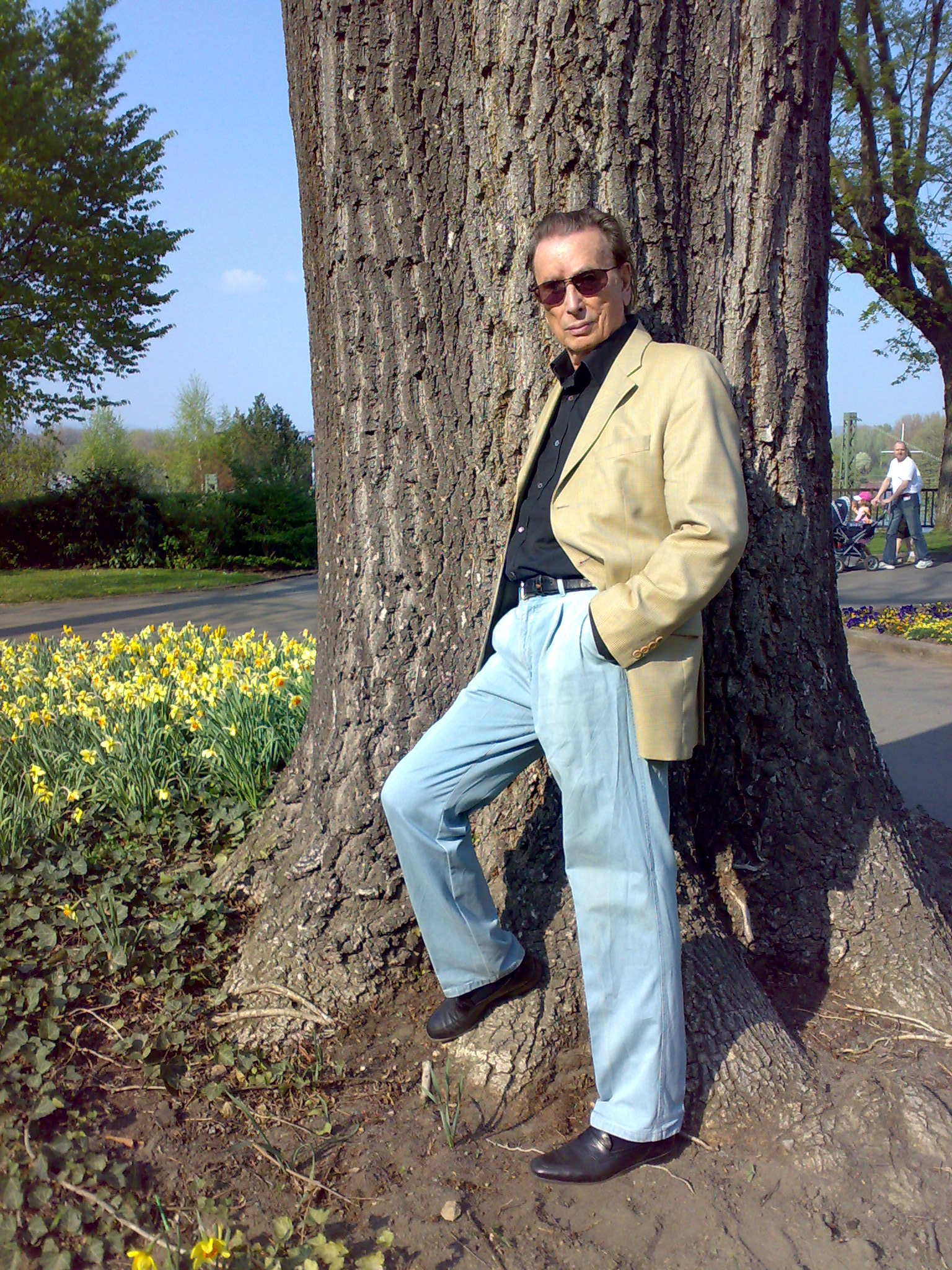
Franz Norbert Mennemeier, 2009

Franz Norbert Mennemeier (* 1. Oktober 1924 in Beckum; † 13. Juni 2021) war ein deutscher Literaturwissenschaftler, Hochschullehrer und Schriftsteller.

## Leben
Franz Mennemeier, Sohn von Anna Mennemeier, geborene Brinkschulte, und des Pädagogen Bernhard Mennemeier, studierte Germanistik, Anglistik, Geschichte und Philosophie. Im Jahre 1948 wurde er an der Universität Münster mit einer Arbeit über Hugo von Hofmannsthal zum Doktor der Philosophie promoviert. Anschließend arbeitete er bis 1963 als Lehrer am Comenius- und am Abendgymnasium in Düsseldorf und wechselte dann mit seiner jungen Familie nach Gießen. Er habilitierte sich 1970 an der Universität Gießen für das Fach Neuere deutsche Literaturwissenschaft und nahm 1971 eine Professur an der Technischen Universität Braunschweig, 1973 an der Freien Universität Berlin an. 1979 folgte er einem Ruf als ordentlicher Professor für Vergleichende und Allgemeine Literaturwissenschaft an der Universität Mainz, die er bis über seine Emeritierung hinaus ausfüllte und komparatistisch forschte. 
Mennemeier veröffentlichte als freier Journalist in überregionalen Tageszeitungen und erhielt Auszeichnungen. Innerhalb seiner wissenschaftlichen Laufbahn verfasste er zahlreiche literaturwissenschaftliche Werke und Kritiken, seit seiner Emeritierung nach 2002 mehrere erzählerische Werke. Er war Mitglied des PEN-Zentrums Deutschland. Im Jahre 1961 erhielt er den Förderpreis für Literatur des Landes Nordrhein-Westfalen. 
Er lebte in Mainz, war katholisch, ab 1957 zweimal verheiratet. Er hatte eine Tochter (* 1957) und aus erster Ehe mit Felicitas Mennemeier, geborene Wilhelm, den Sohn Stephan (* 1961). Mennemeier starb am 13. Juni 2021 im Alter von 96 Jahren.

## Veröffentlichungen

### Als Autor
- Die Gedichte Hugo von Hofmannsthals. Münster 1948 [Diss., maschinenschriftl.]
- Das moderne Drama des Auslandes. Düsseldorf 1961; 3. Auflage 1976; 4., verbesserte und erweiterte Auflage Berlin 2003.
- Friedrich Schlegels Poesiebegriff dargestellt anhand der literaturkritischen Schriften. Die romantische Konzeption einer objektiven Poesie. München 1971 (Zugleich Habilitationsschrift); 2., verbesserte Auflage Berlin 2007.
- Modernes Deutsches Drama. Kritiken und Charakteristiken. 2 Bände. München 1973–1975:
  - Band 1: 1910–1933. 1973; 3., verbesserte und erweiterte Auflage Berlin 2005.
  - Band 2: 1933 bis zur Gegenwart. 1975; 2., verbesserte und erweiterte Auflage Berlin 2006.
- Die Exildramatik. 1980.
- Bertolt Brechts Lyrik. Aspekte, Tendenzen. Düsseldorf 1982; 3. Auflage Berlin 1998.
- Literatur der Jahrhundertwende. Europäisch-deutsche Literaturtendenzen 1870–1910. 2. Bände. Bern 1985–1888; verbesserte und erweiterte Neuauflage in einem Band, Berlin 2001.
- Brennpunkte. Von der frühromantischen Literaturrevolution bis zu Bertolt Brecht und Botho Strauss. Frankfurt am Main [u. a.] 1998; 2., verbesserte und erweitert Auflage. Berlin 2011.
- Spiegelungen. Literaturkritik 1998–1958. 40 Jahre Neues Rheinland. Pulheim-Brauweiler 1998.
- Eine Jugend in den Nazi- und Trümmerjahren. Erinnerungen samt Reflexionen, Beobachtungen, Träumereien aus dem späten Leben. Weilerswist 2004.
- Der Schatten Mishimas. Eine Spurensuche. Roman. Oldenburg 2007.
- Die Makkabäerin. Erzählung. Weilerswist 2008.
- Das gierige Herz. Sechs Liebesgeschichten. Weilerswist 2009.
- »Das Schwerste ist der Schmetterling«. Roman des Mannes, der nicht alt werden wollte. Mit einem Exkurs: Rebellion in der Rostlaube. FU Berlin, 70er Jahre. Weilerswist 2013.

### Als Herausgeber
- Emil Barth: Gesammelte Werke, Wiesbaden
  - 1. Gedichte; Nachtschatten: Dichtungen in Prosa; Erzählungen und kleine Prosa; Das Lorbeerufer: Roman; Essays, 1960
  - 2. Der Wandelstern; Lemuria: Aufzeichnungen und Meditationen; Im Zauber von Paris, 1960
- Der Dramatiker Pirandello. 22 Beiträge, Köln 1965
- Deutsche Exildramatik 1933 bis 1950 [Einführung, Texte], München 1980 (herausgegeben zusammen mit Frithjof Trapp)
- Deutsche Literatur in der Weltliteratur. Kulturnation statt politischer Nation?, Tübingen 1986 (herausgegeben zusammen mit Conrad Wiedemann)
- Drama und Theater der europäischen Avantgarde, Tübingen [u. a.] 1994 (herausgegeben zusammen mit Erika Fischer-Lichte)
- Die großen Komödien Europas, Tübingen [u. a.] 2000
- Amüsement und Schrecken. Studien zum Drama und Theater des 19. Jahrhunderts, Tübingen 2006 (herausgegeben zusammen mit Bernhard Reitz)